# 三里桥若瑟堂
31°35′23″N 120°17′11″E / 31.589622°N 120.28627°E
三里桥若瑟堂是位于中国江苏省无锡市北塘区民主街的一座天主教堂，也是江苏省规模最大的一座天主教堂。

## 沿革
无锡地区天主教的历史可以追溯到明朝末年，已经有三四百年的历史。18世纪清朝雍正帝宣布查禁天主教以后，包括无锡在内的江南地区仍有不少天主教徒在地下状态中保持了天主教信仰，其中大部分都是渔民（网船上人）。此后江南地区天主教的信徒构成一直以渔民（网船上人）为主。
无锡地区至今仍是江苏省天主教徒最密集的地区，虽然无锡只是天主教南京教区属下的一个总铎区，但事实上集中了该教区的一半教友（5万人）。
三里桥若瑟堂是无锡总铎区的总堂，由意大利耶稣会神甫始建于1640年（明朝崇祯年间），位于无锡县城北门外三里距离古运河边不远处。清朝雍正帝禁教时被废。咸丰三年（1853年），法籍传教士葛必达和桑理爵到无锡传教，将这座颓废的教堂加以修复。太平天国时期，教堂被拆毁。同治三年（1864年），桑理爵主持无锡教务，再将此堂修复。后因教徒人数增加，小教堂不敷应用，江南代牧區郎怀仁主教于同治十一年八月（1872年），在三里桥建造1座大教堂。教堂成十字形，面积为718平方米，两侧建有男、女经言学校，为教徒子女学习及开办育婴堂之用。光绪十七年（1891年）六月，此堂又在反洋教斗争中被焚。1892年，传教士彭安多用清廷政府赔款，在原址重建，并扩建男、女经言学校和新建神父楼。该堂奉耶稣的鞠养父亲圣若瑟为主保，取名“若瑟堂”，占地面积3000平方米、钟楼高20米，是江苏省规模最大的天主教堂。
1966年文化大革命开始，教堂被关闭，用作仓库，钟楼也被拆除。14年后，1980年12月25日圣诞节恢复开堂。1994年，被列为无锡市文物保护单位。
2006年3月20日，重建的高62米的钟楼投入使用，形成古运河边的一道醒目的标志性建筑物。

## 歷任本堂
1. 董致平，南通崇明縣人，2005年去世
2. 顧家昌，南通啟東縣曹家鎮人，2009年調任揚州本堂
3. 朱錫芳，無錫市厚橋鎮謝埭蕩人，2009-2013
4. 郭滿東，內蒙古烏蘭察布盟人，2013年12月至今

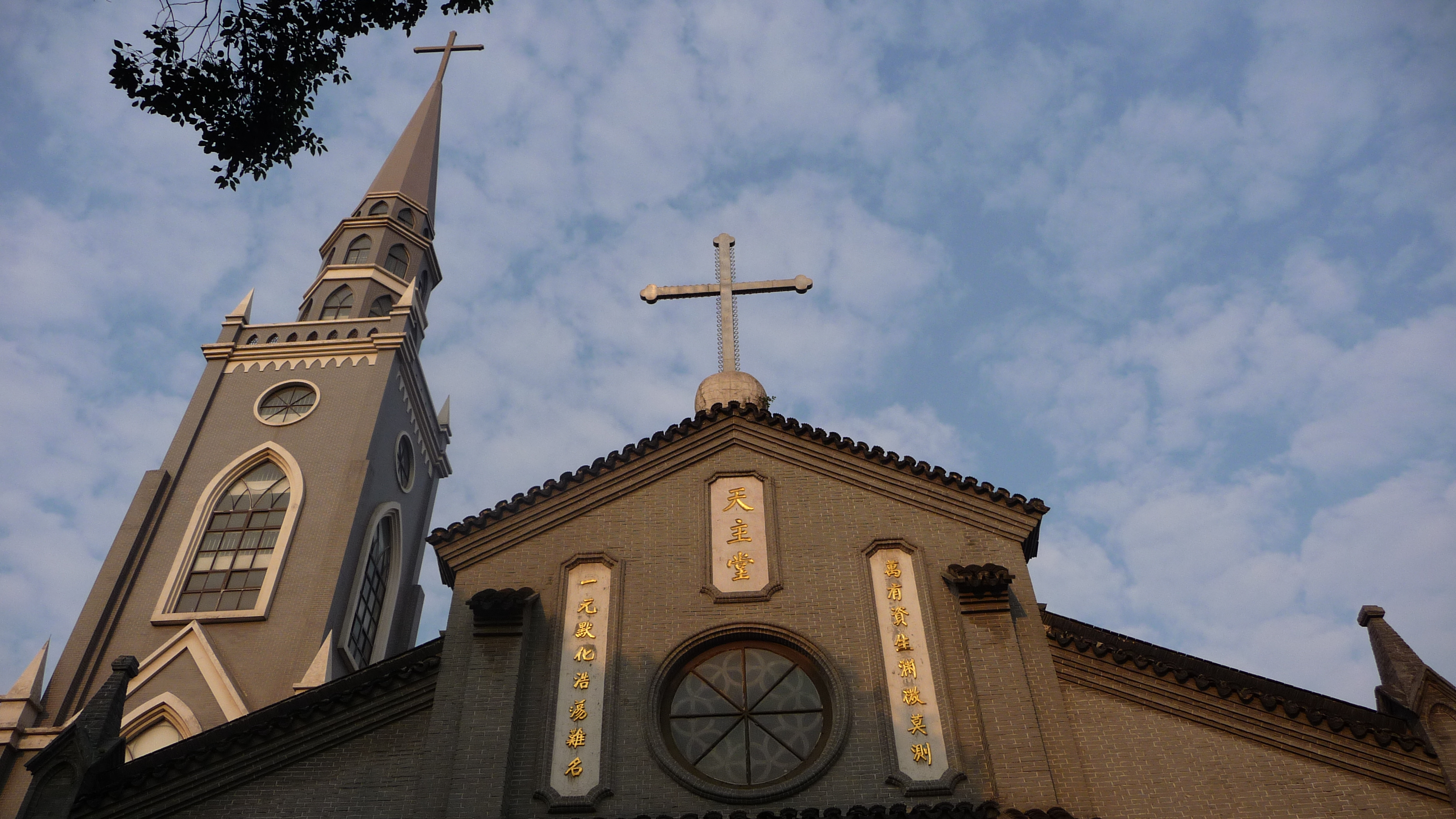
教堂以及钟楼
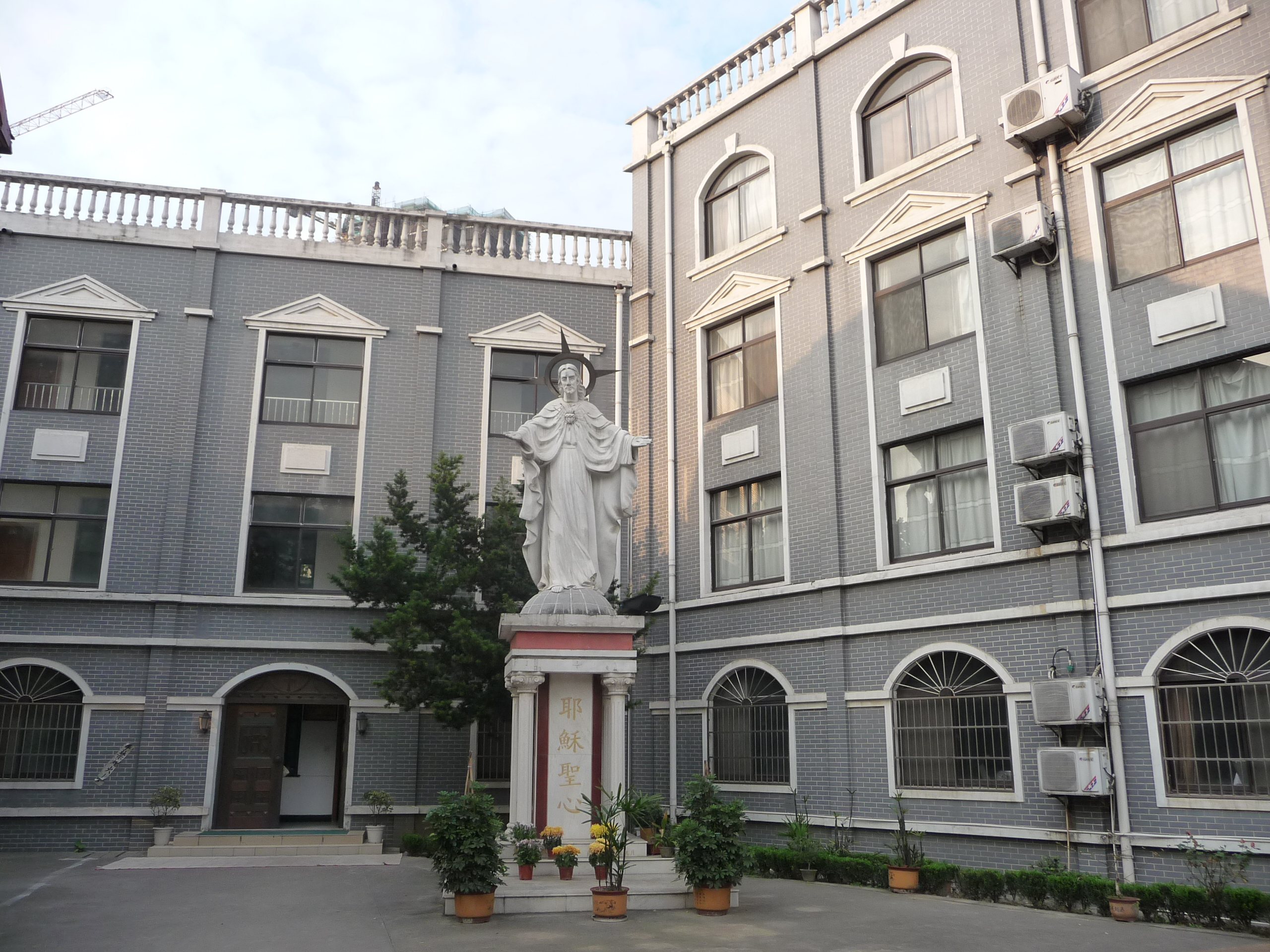
堂区
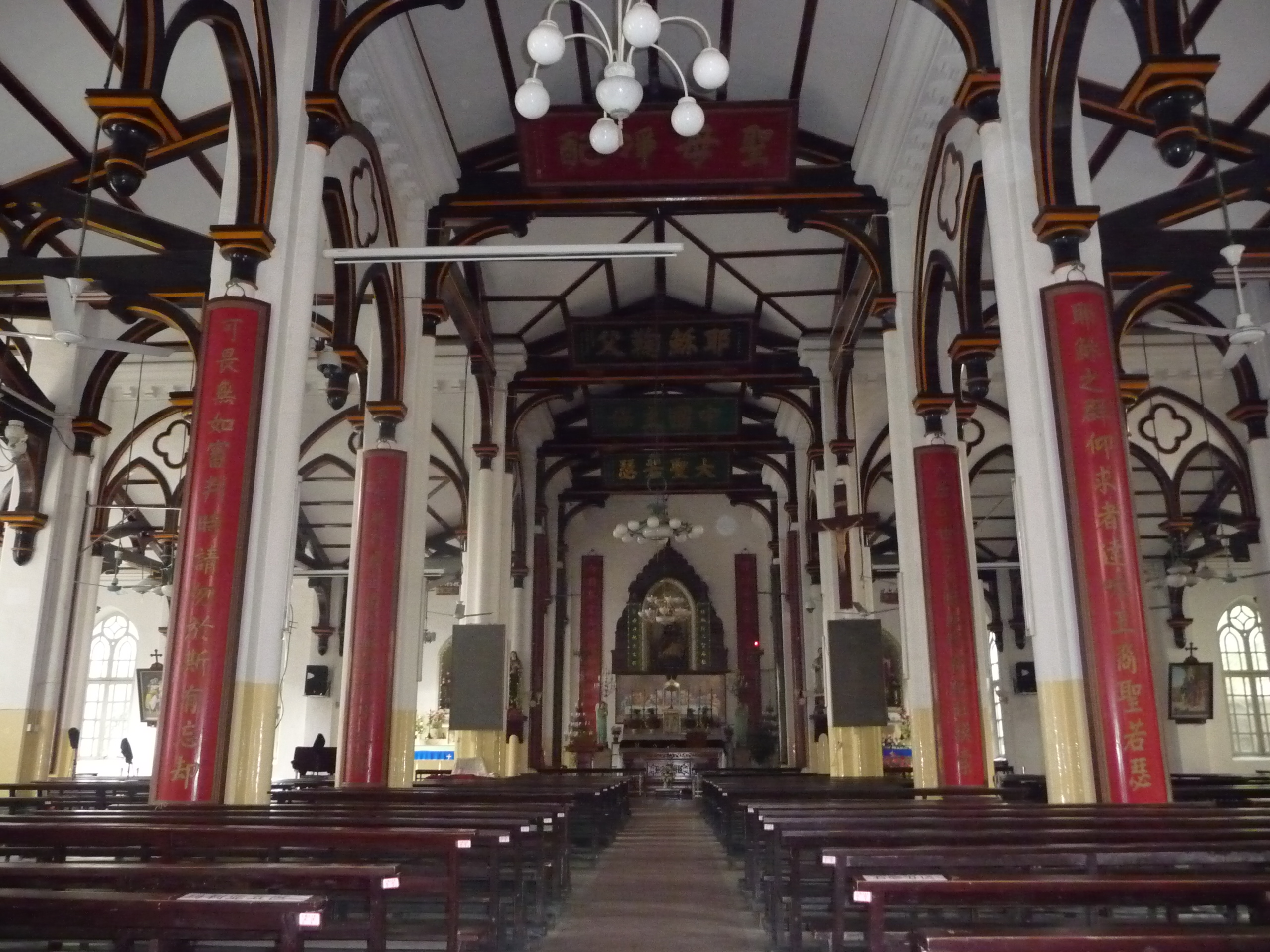
教堂内部
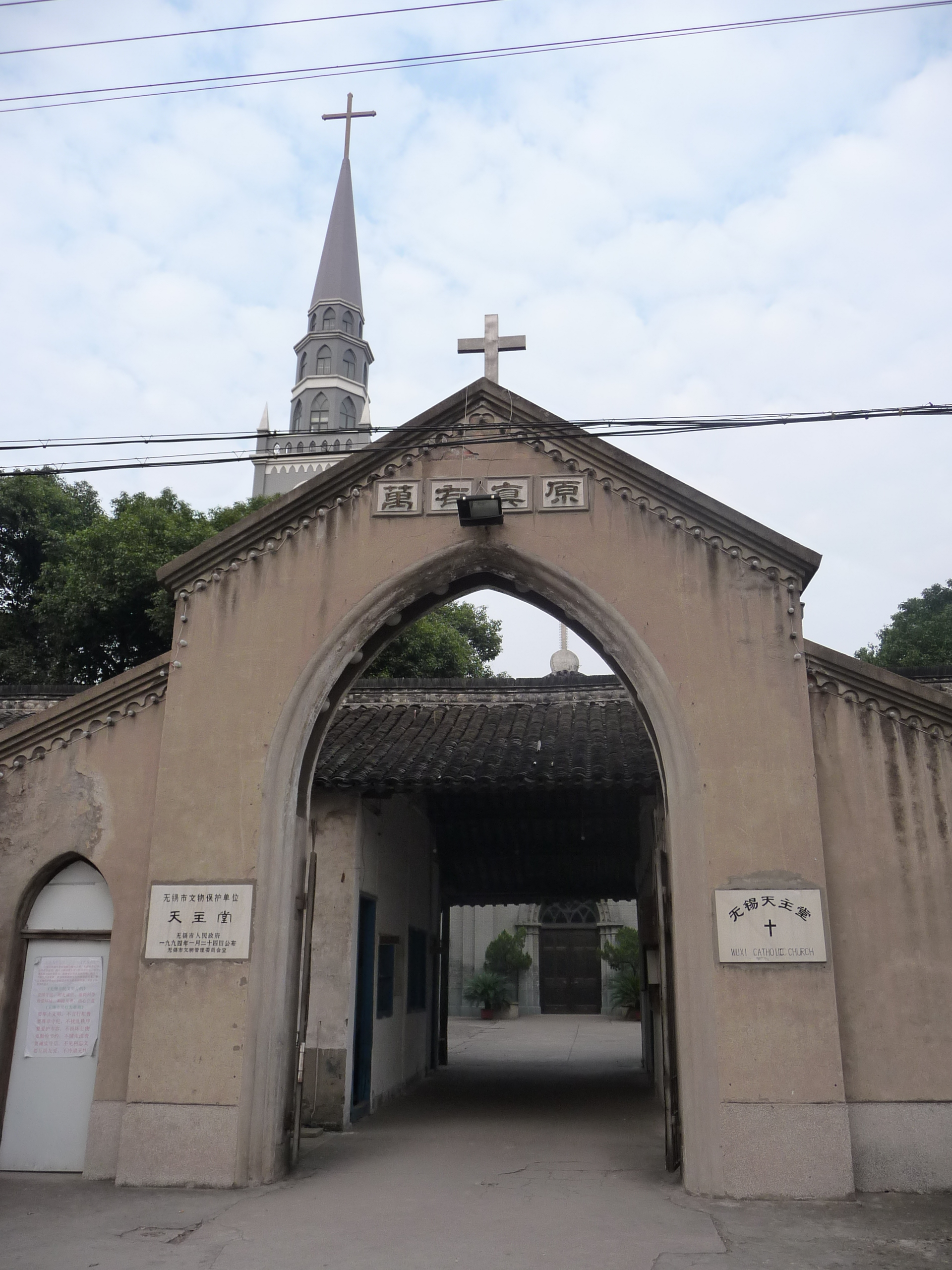
教堂大门
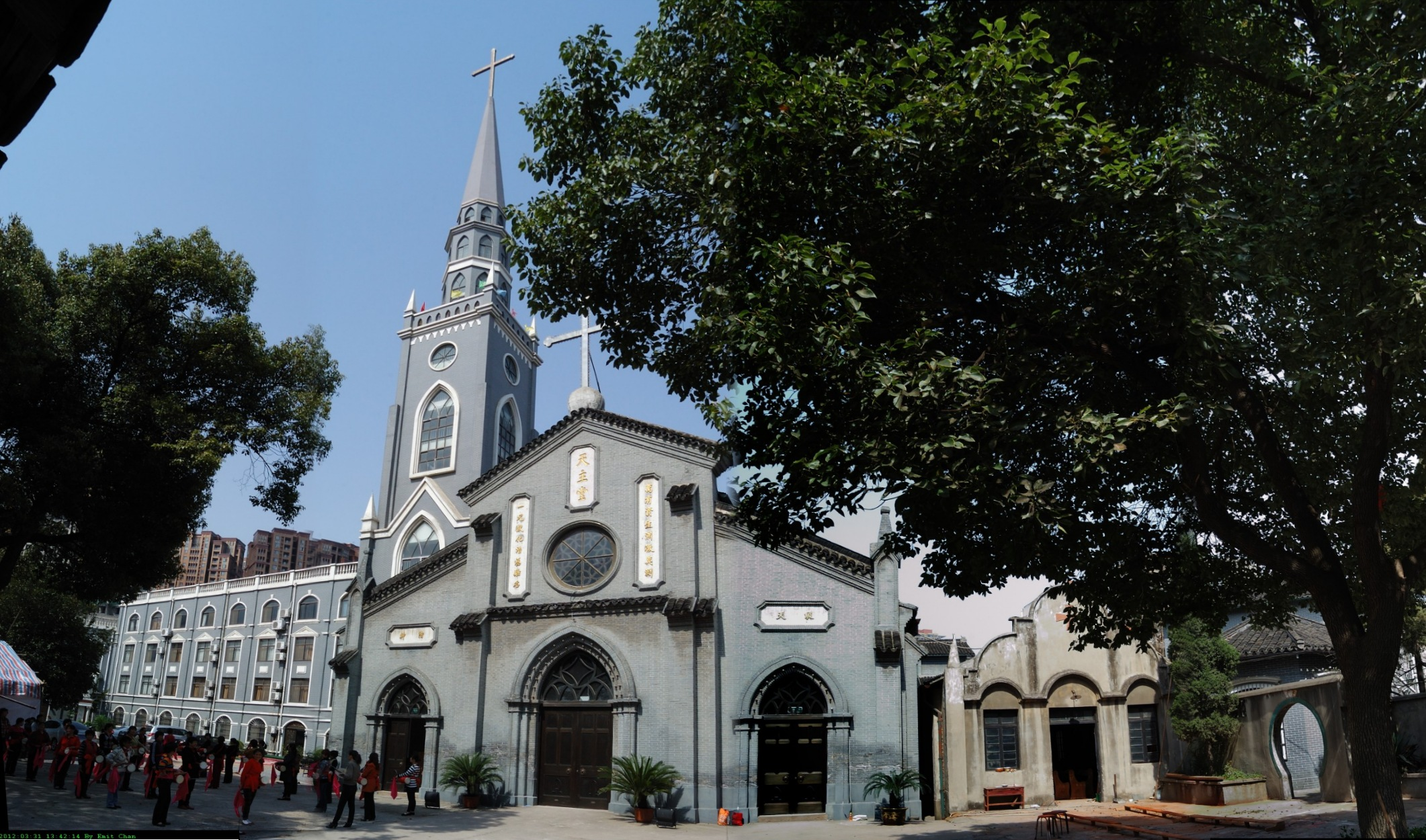
教堂外观